# 닝안시

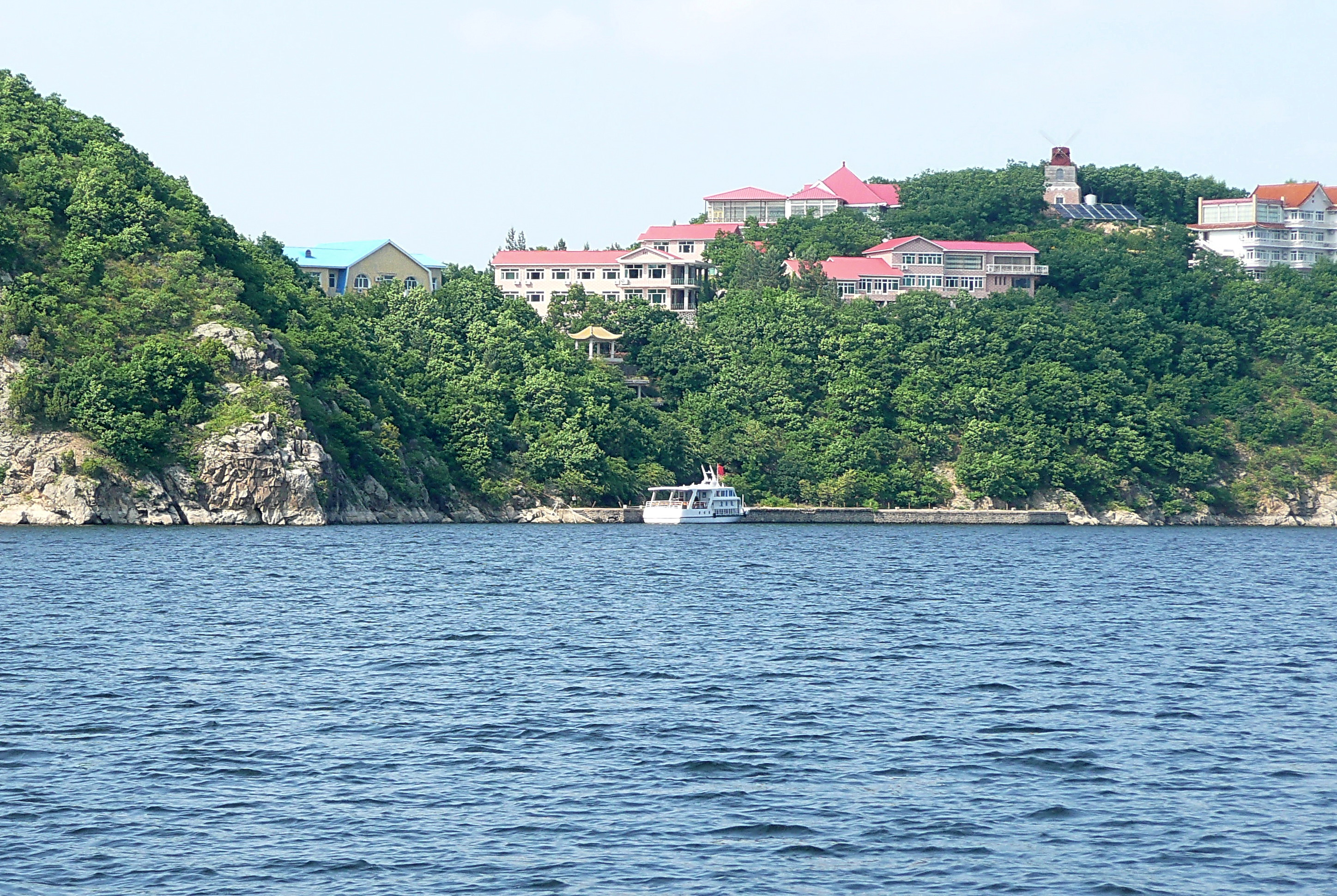

닝안시(중국어 간체자: 宁安市, 정체자: 寧安市, 병음: níng'ān shì, 중국조선어: 녕안시)은 헤이룽장성 무단장 시의 현급시의 하나이다. 면적은 7,870km2, 인구는 43만명이다. 중심지는 닝안진(宁安镇)이다.

## 지리
헤이룽장성의 동남부, 무단장에 위치해 있다. 닝안 현에는 무단 강 상류의 천연 저수지인 징포 호가 있다.

## 기후
| Ning'an (1981−2010)의 기후                     | Ning'an (1981−2010)의 기후 | Ning'an (1981−2010)의 기후 | Ning'an (1981−2010)의 기후 | Ning'an (1981−2010)의 기후 | Ning'an (1981−2010)의 기후 | Ning'an (1981−2010)의 기후 | Ning'an (1981−2010)의 기후 | Ning'an (1981−2010)의 기후 | Ning'an (1981−2010)의 기후 | Ning'an (1981−2010)의 기후 | Ning'an (1981−2010)의 기후 | Ning'an (1981−2010)의 기후 | Ning'an (1981−2010)의 기후 |
| 월                                             | 1월                        | 2월                        | 3월                        | 4월                        | 5월                        | 6월                        | 7월                        | 8월                        | 9월                        | 10월                       | 11월                       | 12월                       | 연간                       |
| ---------------------------------------------- | -------------------------- | -------------------------- | -------------------------- | -------------------------- | -------------------------- | -------------------------- | -------------------------- | -------------------------- | -------------------------- | -------------------------- | -------------------------- | -------------------------- | -------------------------- |
| 역대 최고 기온 °C (°F)                         | 4.6 (40.3)                 | 11.7 (53.1)                | 19.2 (66.6)                | 30.4 (86.7)                | 32.7 (90.9)                | 37.0 (98.6)                | 37.5 (99.5)                | 36.2 (97.2)                | 29.9 (85.8)                | 26.5 (79.7)                | 19.8 (67.6)                | 9.6 (49.3)                 | 37.5 (99.5)                |
| 일평균 최고 기온 °C (°F)                       | −10.5 (13.1)               | −4.8 (23.4)                | 3.2 (37.8)                 | 14.0 (57.2)                | 20.7 (69.3)                | 25.3 (77.5)                | 27.2 (81.0)                | 26.6 (79.9)                | 21.2 (70.2)                | 13.1 (55.6)                | 1.5 (34.7)                 | −7.7 (18.1)                | 10.8 (51.5)                |
| 일일 평균 기온 °C (°F)                         | −17.7 (0.1)                | −12.2 (10.0)               | −3.2 (26.2)                | 7.2 (45.0)                 | 13.9 (57.0)                | 19.1 (66.4)                | 21.8 (71.2)                | 21. (70)                   | 14.4 (57.9)                | 6.2 (43.2)                 | −4.4 (24.1)                | −14.0 (6.8)                | 4.3 (39.8)                 |
| 일평균 최저 기온 °C (°F)                       | −23.6 (−10.5)              | −19.0 (−2.2)               | −9.3 (15.3)                | 0.7 (33.3)                 | 7.5 (45.5)                 | 13.5 (56.3)                | 17.2 (63.0)                | 16.6 (61.9)                | 8.8 (47.8)                 | 0.4 (32.7)                 | −9.4 (15.1)                | −19.3 (−2.7)               | −1.3 (29.6)                |
| 역대 최저 기온 °C (°F)                         | −41.2 (−42.2)              | −39.7 (−39.5)              | −26.4 (−15.5)              | −11.0 (12.2)               | −2.9 (26.8)                | 5.6 (42.1)                 | 10.4 (50.7)                | 7.7 (45.9)                 | −3.8 (25.2)                | −15.2 (4.6)                | −26.6 (−15.9)              | −36.1 (−33.0)              | −41.2 (−42.2)              |
| 평균 강수량 mm (인치)                          | 5.1 (0.20)                 | 4.6 (0.18)                 | 11.2 (0.44)                | 25.5 (1.00)                | 55.5 (2.19)                | 76.4 (3.01)                | 125.5 (4.94)               | 120.2 (4.73)               | 56.6 (2.23)                | 30.6 (1.20)                | 12.1 (0.48)                | 6.9 (0.27)                 | 530.2 (20.87)              |
| 평균 상대 습도 (%)                             | 71                         | 65                         | 58                         | 53                         | 59                         | 69                         | 78                         | 79                         | 75                         | 66                         | 65                         | 71                         | 67                         |
| 출처: China Meteorological Data Service Center |                            |                            |                            |                            |                            |                            |                            |                            |                            |                            |                            |                            |                            |

## 역사
발해의 수도였던 상경 용천부가 설치되어 있었다. 청나라 때는 만주식 이름인 닝구타(宁古塔, 영고탑)으로 불렸으며 만주에서 중요한 마을 중 하나였다. 영고탑이 위치한 후르카 강 계곡은 건주 여진의 고향이었다. 영고탑과 삼성(현재의 이란 현)은 만주족이 흥기하던 무렵의 두 곳의 중심지였다. 1644년 만주족이 중국을 정복한 이후에도 영고탑은 계속해서 만주족의 발상지로 여겨졌다.
1652년에 청나라 조정은 사르후다의 지휘 하에 2000명의 기병과 화승총병, 포병들을 파견해 목책 너머에 첫 번째 요새를 영고탑에 설치했다. 영고탑 요새의 초기 위치는 현재의 닝안이 아닌 50km 북서쪽의 무단 강의 지류인 하이링 강변에 위치해있다. 이 지역은 현재 닝안 시가 아닌 하이린 시의 관할 지역이다.
더 편리한 위치에 있는 지린시의 성장으로 영고탑의 중요성은 상대적으로 감소하였다. 1676년에 군사 총독의 주둔지가 지린 시로 옮겨지기 전까지 영고탑은 만주 목책 너머의 행정 중심지였다. 비록 지린보다 하위도시기는 했지만 18세기와 19세기까지 영고탑은 목책 너머의 몇 안 되는 도시들 중 하나로써 여전히 중요한 곳이었다.
1709년에 예수회 선교사들과 함께 청 조정이 후원하는 인삼 재배 원정대가 이곳을 방문했다. 이들에 의해 18세기 초에 영고탑은 지역의 임산물 교역의 중심지가 되었다. 교역품은 주로 이 지역에 생산된 인삼과 나나이족에게 세금으로써 징수된 담비 가죽이었다. 이러한 이유로 영고탑은 만주족 주둔군과 관리 외에도 상업적인 이익을 위해 먼 성에서 온 수많은 중국인들의 터전이 되었다.

## 산업
농업이나 임업이 발달해 있다.

## 교통
무단장에서 옌지 방면 및 투먼 방면으로 향하는 철도가 도시를 남북으로 관통하고 있다. 또 무단장에서 투먼을 지나는 북조선(라선직할시)으로 향하는 철도가 관통되어 있다.

## 민족
한족이 다수이지만 조선족이나 만주족도 거주한다.

## 행정 구역
1개 가도, 7개의 진과 3개의 향, 2개의 민족향으로 구성되어 있다.
- 가도: 城区街道
- 진: 寧安鎮, 東京城鎮, 渤海鎮, 海浪鎮, 沙蘭鎮, 蘭崗鎮, 石岩鎮
- 향: 马河乡, 镜泊乡, 三陵乡
- 민족향: 江南朝鲜族满族乡, 卧龙朝鲜族乡